# Glycyrrhizin
Glycyrrhizin eller glycyrrhizinsyre er det primære sødestof i Glycyrrhiza glabra (lakrids). Strukturmæssigt er det en saponin. Det bruges til at fremstille emulsioner og gel til fødevarer og kosmetik. Stoffet er 30-50 gange sødere en sucrose (køkkensukker).